# Дружественный искусственный интеллект
Дружественный искусственный интеллект (Дружественный ИИ, ДИИ — англ. Friendly Artificial Intelligence, Friendly AI, FAI) — концепция философии ИИ, гипотетический тип искусственного интеллекта, не оказывающий негативного влияния на человеческую цивилизацию. Многие концепции ДИИ включают утверждение о том, что он не только не будет приносить вреда человечеству, но и будет оказывать материально-информационную поддержку людям, вплоть до полного обеспечения желаний и потребностей каждого отдельно взятого человека. «Дружественный» в данном контексте является техническим термином, который не означает, что ИИ обязательно будет испытывать к человечеству чувства привязанности и близости.

## Продвижение и поддержка
Продвижение Дружественного ИИ является одной из основных задач Singularity Institute for Artificial Intelligence, равно как и получение финансирования этого проекта и в конечном счёте создание «зародыша ИИ», в систему мотивации которого будет изначально встроена забота о человечестве. Несколько известных футурологов высказались в поддержку теории Дружественного ИИ, включая писателя и изобретателя Рея Курцвейла, специалиста по продлению жизни Обри ди Грея и сооснователя World Transhumanist Association Ника Бострома.
11 декабря 2015 года Илон Маск, Сэм Олтмен и другие основали компанию OpenAI, целью которой является способствование созданию открытого ДИИ.

## Критика
Наиболее заметным критиком теории Дружественного ИИ является Билл Хиббард, автор книги «Сверхинтеллектуальные машины», который считает эту теорию неполной. Хиббард пишет, что для создания ДИИ требуется большее политическое обсуждение вопросов создания ИИ и ИИ-морали. Он также полагает, что первый ИИ может быть создан только мощными частными корпорациями (что Юдковский считает ложным), и эти транснациональные корпорации не будут иметь никаких побуждений реализовать дружественность. Критикуя рекомендации SIAI по созданию ДИИ, он предложил архитектуру целей для ИИ, в которой человеческое счастье определяется через человеческое поведение, выражающее счастье, в частности, выражение улыбки на лице. Юдковский ответил на эту критику, сказав, что такая функция полезности скорее была бы удовлетворена, если бы вся Солнечная Система была заполнена микроскопическими улыбающимися манекенами, чем благодаря реальному счастью людей.